# Hibbertia melhanioides
Hibbertia melhanioides är en tvåhjärtbladig växtart som beskrevs av F. Müll. Hibbertia melhanioides ingår i släktet Hibbertia och familjen Dilleniaceae. Utöver nominatformen finns också underarten H. m. baileyana.